# Monastère de Vojlovica
Le monastère de Vojlovica (en serbe cyrillique : Манастир Војловица ; en serbe latin : Manastir Vojlovica) est un monastère orthodoxe serbe situé en Voïvodine, sur le territoire de Vojlovica, dans la municipalité de Pančevo. Il dépend de l'éparchie du Banat et figure sur la liste des monuments d'importance exceptionnelle de la République de Serbie (identifiant no SK 1424).

## Description
Le monastère de Vojlovica aurait été fondé en 1405 par le despote serbe Stefan Lazarević Dans l'enceinte du monastère se trouve une église dédiée aux archanges saint Michel et saint Gabriel ; elle possède une iconostase remontant au XVIIIe siècle. Le monastère possède aussi un konak.
Pendant la Seconde Guerre mondiale, les nazis ont emprisonné dans le monastère le patriarche de l'Église orthodoxe serbe Gavrilo Dožić et l'évêque de Žiča Nikolaj Velimirović.